# Germain Garnier
Germain Garnier, född den 8 november 1754 i Auxerre, död den 4 oktober 1821 i Paris, var en fransk nationalekonom.
Garnier, som hade en ovanlig förmåga att bli väl anskriven hos de olika maktägarna, gavs av såväl Napoleon som dennes efterträdare höga statsämbeten. Hans främsta bestående insats är den franska översättningen av Adam Smiths Wealth of nations (1805). I sin utförliga kommentar försökte Garnier, som var fysiokrat, skapa en syntes mellan Smiths och fysiokraternas tankar. Han utgav även bland annat Histoire de la monnaie (1819).